# Мурашниця аргентинська
Мурашниця аргентинська (Cryptopezus nattereri) — вид горобцеподібних птахів родини Grallariidae.

## Поширення
Вид поширений в південно-східній Бразилії від півдня штату Мінас-Жерайс на схід до західної частини Ріо-де-Жанейро і на південь до північної частини Ріо-Гранде-ду-Сул, а також на сході Парагваю та крайньому північному сході Аргентини. Мешкає у вологих гірських лісах на висоті до 1600 м. Віддає перевагу первинним лісам з відкритим підліском, часто у вологих районах поблизу струмків з водоспадами.

## Опис
Птах завдовжки 13,5 см. Верхня частина тіла оливково-бура, з лорумом і частковим очним кільцем жовтувато-бурого кольору. Знизу птах блідо-жовтувато-коричневий, світліший на горлі, з чорною субмалярною ділянкою та великою кількістю чорних крапок і цяток. Його довгі рожеві ноги непропорційні розміру його тіла.